# Bataille d'Arkinholm
La bataille d’Arkinholm opposa le 1er mai 1455, à Arkinholm près de Langholm en Écosse, les Douglas « noirs » à l’armée du roi Jacques II d'Écosse. 
Bien que la bataille n'impliquât que quelques centaines de soldats, elle fut décisive dans le conflit entre le roi Jacques II d'Écosse et la plus puissante famille d'Écosse, les Douglas « noirs ». 
Les Douglas « noirs » étaient déjà affaiblis avant la bataille. Le roi s'était emparé de leur château à Abercorn, et certains de leurs alliés, dont les Hamilton, avaient changé de camp. Le chef des Douglas « noirs », James Douglas, 9e comte de Douglas, était parti chercher des soutiens en Angleterre, mais ses trois frères étaient présents lors de la bataille.
Un doute subsiste quant au chef de l'armée royale. Selon certains, il s'agit de George Douglas, 4e comte d'Angus, chef des Douglas « rouges » et cousin éloigné des Douglas « noirs ». D'autres rapportent plutôt des nobles locaux comme les Johnstone, les Maxwell, et les Scott, trois familles qui s'étaient révoltés contre les Douglas « noirs ».
Archibald Douglas, comte de Moray, fut tué dans la bataille et sa tête présentée au roi. Hugh Douglas, comte d'Ormonde fut capturé et exécuté. John Douglas, Lord de Balvenie s'enfuit auprès du comte de Douglas en Angleterre.
Peu après, les Douglas « noirs » virent leurs terres confisquées par la Couronne, leurs derniers châteaux se rendirent, et ils cessèrent de poser une menace au pouvoir royal.
La victoire royale fut décisive dans cette guerre civile et permit d’établir une monarchie centralisée relativement forte en Écosse, du moins jusqu'à la mort de Jacques II en 1460.